# Буківсько

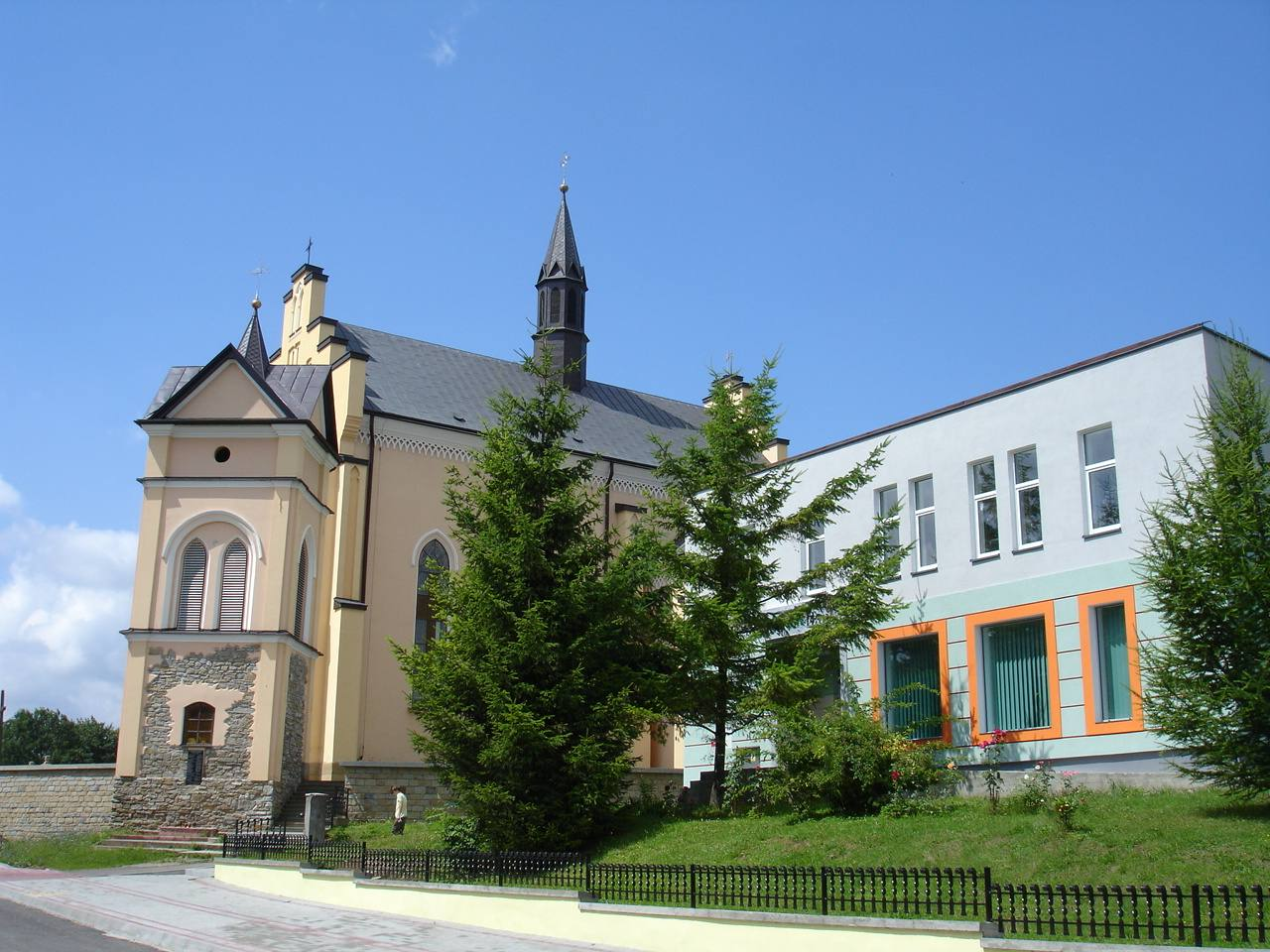
Латинська церква

Буківсько (пол. Bukowsko) — Лемківське село в Польщі, у гміні Буківсько Сяноцького повіту Підкарпатського воєводства. З 1748 до 6 квітня 1946 мало статус міста, 1897 статут ґміни, 1897-1946 повітові суд. Розташоване в середньму Бескиді. Населення — 1828 осіб (2011).

## Географія
Село розташоване біля підніжжя Бескидів, за 18 км на захід від міста Сяніка, у мальовничій долині річки Сянічок.

## Історія місцевості
Перша згадка з 1361 року (Bukowsko Inferius).
1748 року король Август III надав поселенню маґдебурзьке право.
1 січня 1927 р. гміни Буківсько Місто і Буківсько Село були об'єднані в нову гміну Буківсько.
1 жовтня 1931 р. значна частина території села Волиця передана до Буківська.
У 1946 році загони УПА тричі спалювали місто: у березні, квітні та листопаді.
Трагічним кінцем міста стало 28 квітня 1947 року, тоді тут польське військо влаштувало гетто для українців, зігнаних з довколишніх сіл. 
Далі їх через станцію Писарівці депортовано в ході операції «Вісла» на понімецькі землі.

## Населення
Демографічна структура станом на 31 березня 2011 року:
|          | Загалом | Допрацездатний вік | Працездатний вік | Постпрацездатний вік |
| -------- | ------- | ------------------ | ---------------- | -------------------- |
| Чоловіки | 926     | 225                | 625              | 76                   |
| Жінки    | 902     | 207                | 535              | 160                  |
| Разом    | 1828    | 432                | 1160             | 236                  |

Напередодні Другої світової війни Буківсько налічувало 2980 мешканців, у тому числі 2325 поляків, 5 українців і 650 євреїв. У 1942 р. нацисти вивезли з Буківська 800 євреїв, яких було вбито у Заславі, недалеко від м. Лісько.
2006 року тут мешкали 1700 осіб.

### Українці в Буківську
Буківсько було колись лемківським селом та мало свою православну парохію і церкву. О. Олексій Очабрук (колишній парох Волиці) у свої праці «Літописи рускої Церкви в Буківску» з 1906 р. пише, що його сучасник, Северин Жуковський, український нотар у Буківську, показував йому місце, де колись стояла буковецька церква. Метрики колишньої буковецької руської парохії переховуються в римокатолицькому парохіяльному Уряді в Буківську. Православні жителі Буківська перейшли на латинство в середині 17 століття і не прийняли Берестейської унії.
До виселення лемків у 1945 році в СРСР та депортації в 1947 році в рамках акції Вісла греко-католики Буківська належали до парафії Волиця Буківського деканату.

## Релігія
1648 року збудували парфіяльний римо-католицький костел. 1710 року збудували дерев'яний костел. Наприкінці ХІХ ст. місцева римо-католицька парафія налічувала 1280 осіб, входила до складу Сяніцького деканату.

## Відомі люди

### Уродженці
- Фелікс Кірик (пол. Feliks Kiryk) — польський історик-медієвіст, автор чималої кількості статей у ПСБ.[9]
- Кшиштоф Оссолінський (пол. Krzysztof Ossoliński) — польський шляхтич, зведений брат коронного канцлера Єжи Оссолінського.[10][11]

### Дідичі
- Ян Сененський — подільський воєвода.[12]
- Кшиштоф Сененський[13]
- Юзеф Кантій Оссолінський[14]